# Sepp Rothauer
Josef "Sepp" Rothauer (né le 15 mars 1916 à Bad Ischl, mort le 12 juin 1975 dans la même ville) est un chef décorateur autrichien.

## Biographie
Rothauer étudie à Vienne l'architecture et travaille d'abord dans ce domaine. Juste avant la fin de la Seconde Guerre mondiale, il commence son activité pour le cinéma. Il collabore dans les années 1950 et 1960 principalement avec le réalisateur autrichien Franz Antel. Peu à peu, il se retire du monde du cinéma vers 1970, se concentrant sur son métier d'architecte. À ce titre, il souscrit principalement des contrats de construction de villas privées. Son fils Sepp Rothauer junior est un architecte et ancien musicien de jazz.

## Filmographie
- 1947 : Le Moulin de la fortune
- 1947 : Seine einzige Liebe
- 1947 : Wer küßt wen?
- 1948 : La Tache de rousseur
- 1949 : Kleiner Schwindel am Wolfgangsee
- 1951 : Eva erbt das Paradies
- 1953 : Ein tolles Früchtchen (de)
- 1953 : Hab Sonne im Herzen
- 1953 : Heute nacht passiert's
- 1953 : Kaiserwalzer
- 1954 : L'Été et les amours
- 1955 : Das Lied der Hohen Tauern
- 1955 : Heimatland
- 1956 : Liebe, Schnee und Sonnenschein
- 1956 : Symphonie in Gold
- 1956 : Holiday am Wörthersee (de)
- 1956 : Mariés pour rire
- 1957 : Vier Mädels aus der Wachau
- 1957 : Le Chant du bonheur
- 1958 : Liebe, Mädchen und Soldaten (de)
- 1959 : Le Trésor des SS
- 1960 : L'Auberge du Cheval-Blanc
- 1961 : Im schwarzen Rößl
- 1962 : Tanze mit mir in den Morgen
- 1962 : Drei Liebesbriefe aus Tirol
- 1964 : Die lustigen Weiber von Tirol (de)
- 1967 : Mittsommernacht (de)
- 1967 : Couchés dans le foin (de)
- 1968 : Paradies der flotten Sünder
- 1971 : Verliebte Ferien in Tirol